# Třídy IP adres
Třídy IP adres definovaly v počítačových sítích délku masky sítě podle prvních několika bitů samotné IP adresy.

## Vývoj
Původní návrh IPv4 předpokládal rozdělení adresy na síťovou a lokální část fixní, prvních osm bitů adresy určovalo síť, zbytek pak stroj v síti. Sítí tudíž mohlo být nejvýše 256 (v každé však mohlo být přes 16 milionů stanic), s nástupem lokálních sítí tento systém přestal být použitelný. Přijaté řešení spočívalo v zavedení tříd adres, třídy A pro malý počet velkých sítí, třídy B pro střední počet středních sítí a třídy C pro velký počet malých sítí. Dále byla definována třída D pro skupinové vysílání (multicasting) a třída E zůstala jako rezerva.
Úspěšnému žadateli (což byla instituce či firma) o adresu sítě se přidělovala vždy adresa sítě požadované třídy, takže měl pro sebe celý adresní prostor této sítě, se kterým mohl dále manipulovat, typicky jej dělit na podsítě. Tento mechanismus hospodaření s adresním prostorem se označuje jako třídní (classful).
| Třída | začátek (bin) | 1. bajt | standardní maska | bitů sítě      | bitů stanice   | sítí            | stanic v každé síti |
| ----- | ------------- | ------- | ---------------- | -------------- | -------------- | --------------- | ------------------- |
| A     | 0             | 0–127   | 255.0.0.0        | 7              | 24             | 27 = 128        | 224−2 = 16 777 214  |
| B     | 10            | 128–191 | 255.255.0.0      | 14             | 16             | 214 = 16384     | 216−2 = 65 534      |
| C     | 110           | 192–223 | 255.255.255.0    | 21             | 8              | 221 = 2 097 152 | 28−2 = 254          |
| D     | 1110          | 224–239 | multicast        | multicast      | multicast      | multicast       | multicast           |
| E     | 1111          | 240–255 | experimentální   | experimentální | experimentální | experimentální  | experimentální      |

| Třída | 1. bajt | minimum   | maximum         | maska podsítě   |
| ----- | ------- | --------- | --------------- | --------------- |
| A     | 0–127   | 0.0.0.0   | 127.255.255.255 | 255.0.0.0       |
| B     | 128–191 | 128.0.0.0 | 191.255.255.255 | 255.255.0.0     |
| C     | 192–223 | 192.0.0.0 | 223.255.255.255 | 255.255.255.0   |
| D     | 224–239 | 224.0.0.0 | 239.255.255.255 | 255.255.255.255 |
| E     | 240–255 | 240.0.0.0 | 255.255.255.255 | —               |

Například síť třídy A je taková síť, kde první číslo čtyřčíselné IP adresy označuje síť a zbylá tři čísla označují adresu hostitele. Třída B používá první dvě pro označení síťové adresy a zbývající dvě pro hostitele a síť třídy C používá první tři čísla pro označení sítě a poslední pro označení hostitele.